# Jebba Railway Bridge
Die Jebba Railway Bridge führt die eingleisige Eisenbahnstrecke Lagos–Kano bei Jebba im Bundesstaat Kwara, Nigeria über den Niger. Sie besteht aus zwei Bauwerken, die von einer großen Insel in der Mitte des Stroms getrennt sind. Sie hat einen Straßenbelag zwischen den Schienen und kann daher auch von Fußgängern und Radfahrern, theoretisch auch von Autos benutzt werden.
Die von der britischen Kolonialverwaltung zwischen 1907 und 1916 gebauten Brücken waren zusammen mit der praktisch zur gleichen Zeit am damals französischen Oberlauf eröffneten Eisenbahnbrücke in Kouroussa die ersten und jahrzehntelang einzigen Nigerbrücken. Heute steht unmittelbar neben ihnen die Jebba Road Bridge, die immer noch eine der wichtigsten Verbindungen zwischen Lagos und dem Norden des Landes ist. Die nächste Brücke stromaufwärts ist die rund 100 km entfernte Brücke am Kainji-Damm. Stromabwärts steht die nächste Brücke in rund 300 km Entfernung bei Lokoja, die die A 2 über den Niger führt.
In der britischen Regierung wurde lange und kontrovers diskutiert, ob und gegebenenfalls wie die Bahnstrecke von Lagos über Ibadan weitergeführt und mit der ebenfalls geplanten Strecke Baro–Kano verbunden werden sollte. 1907 wurde schließlich entschieden, die Strecke über Jebba nach Zungeru zu bauen und dort an die Baro–Kano ‌Strecke anzuschließen.
Bei Jebba wurde zunächst die nördliche Brücke bis zu der Insel im Niger gebaut, während der südliche Arm des Nigers mit einer Eisenbahnfähre überquert wurde. 1909 wurden die Brücke und die Fähre in Betrieb genommen. 1910 begann man mit dem Bau der Brücke über den südlichen Arm, die im Januar 1916 von Gouverneur F. Lugard feierlich eröffnet wurde.

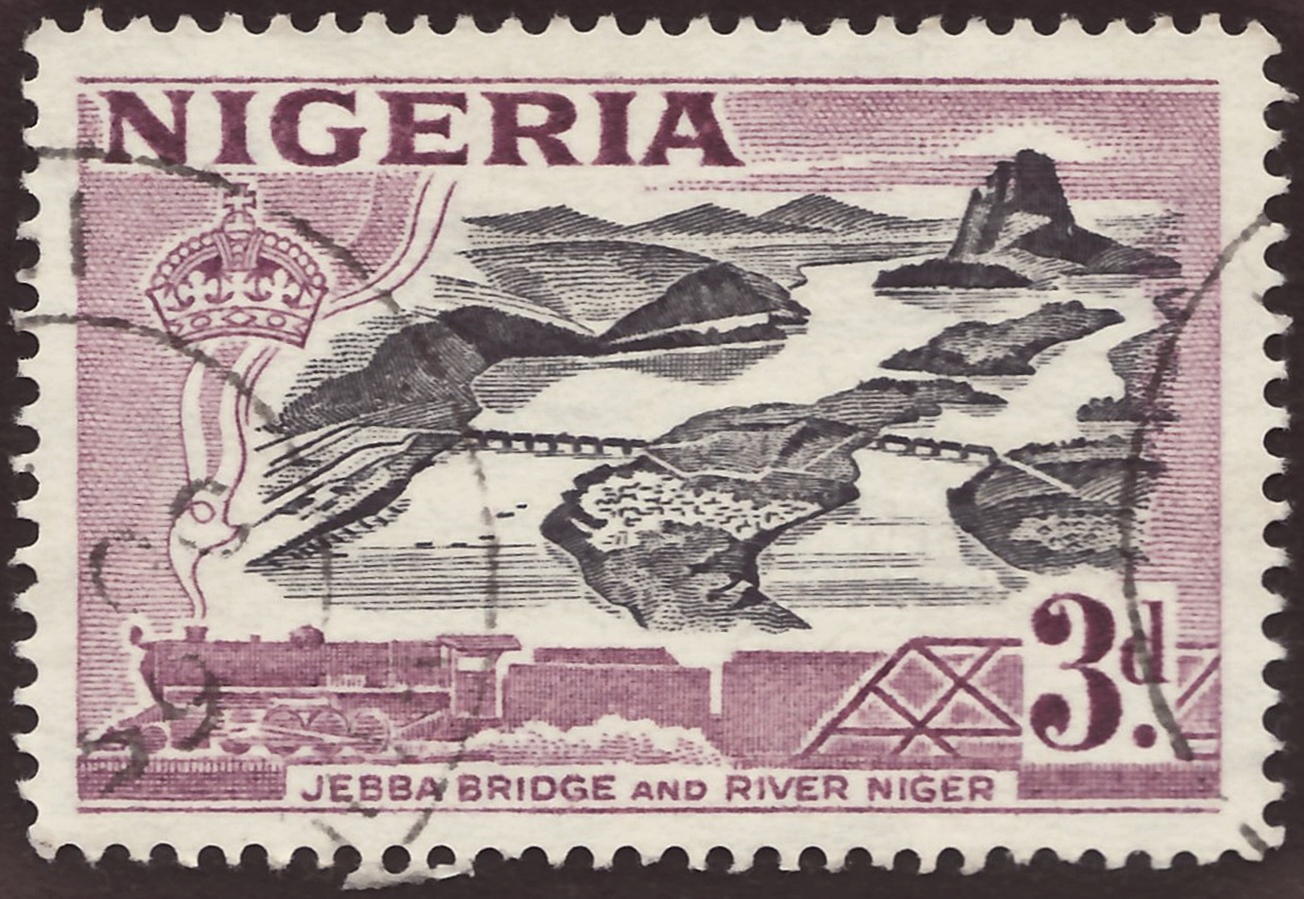
Briefmarke der Jebba Bridge über den südlichen (links) und den nördlichen Arm des Nigers

Die etwa 200 m lange Brücke über den nördlichen Arm des Nigers hat vier Öffnungen mit Fachwerkträgern mit einer Stützweite von 45,7 m (150 ft). Die südliche Brücke ist 463 m lang und hat sieben Fachwerkträger mit Stützweiten von 55,78 m (183 ft) sowie jeweils drei Betonbögen an beiden Enden.
Ende 2009 begann die China Civil Engineering Construction Corp. mit der Sanierung der Strecke Lagos–Jebba und Costain West Africa Plc mit der Sanierung der Strecke Jebba–Kano.